# Маяк острова Грейт-Дак
Маяк острова Грейт-Дак (англ. Great Duck Island Light) — маяк, расположенный на острове Грейт-Дак в границах города Френчборо, округ Хэнкок, штат Мэн, США. Построен в 1890 году. Автоматизирован в 1986 году.

## История
Впервые о необходимости маяка в районе островов Грейт-Дак и Литл-Дак, получивших свои названия благодаря большому количеству обитающих на них птиц, заговорили в 1842 году. Но средства были выделены только после того, как остров Маунт-Дезерт, расположенный севернее, стал популярным курортом, и количество судов в этом районе увеличилось. В 1889 году Конгресс США выделил 30 000$ на строительство маяка. Работы по его строительству начались в мае 1890 года, а 31 декабря 1890 года маяк был открыт. Он представлял собой цилиндрическую кирпичную башню с линзой Френеля на вершине, к которой сбоку примыкает небольшое хозяйственное помещение. Также комплекс зданий включал в себя три жилых дома, небольшую котельную и сарай Из трех жилых домов на настоящий момент сохранился только один. Маяк был автоматизирован Береговой охраной США в 1986 году.
В 1988 году он был включен в Национальный реестр исторических мест.
В 1997 году комплекс зданий маяка был приобретен Атлантическим Колледжем, который использует его для изучения значительной популяции птиц, обитающей на острове. Дом смотрителя используется для проживания студентов-исследователей.